# Peter Singer
Peter Albert David Singer (Melbourne, Victòria, Austràlia, 6 de juliol de 1946) és un filòsof utilitarista i professor australià.

## Biografia
Va estudiar Dret i més tard Filosofia a la Universitat de Monash, a Melbourne, on va llicenciar-se el 1969. Posteriorment va marxar a la Universitat d'Oxford, on va prendre contacte amb l'utilitarisme ètic mitjançant la lectura d'autors a llengua anglesa, com Jeremy Bentham i John Stuart Mill. Allà va participar en protestes contra la guerra del Vietnam, i també té lloc la seva «conversió» al vegetarianisme, per influència d'alguns estudiants, que li van despertar l'interès per l'ètica aplicada als animals. Després de finalitzar els seus estudis a Oxford el 1971, va romandre dos anys com a lector abans de marxar a la Universitat de Nova York com a professor ajudant visitant.
A partir d'aquell moment inicia el seu camí cap a una renovació de l'ètica pràctica, aplicada sobretot a l'àmbit de la relació humana amb la vida (bioètica), fins que el 1975 publica la seva obra més famosa, Animal Liberation (Alliberament Animal). En ella proposa una ètica que, partint de l'home, es dirigeixi també cap a la resta dels animals, atacant el que ell anomena "especisme" o creença en la superioritat d'una espècie (en aquest cas l'ésser humà) sobre la resta. L'ètica pràctica de Singer inclou temes polèmics, com ara advocar per un tracte ètic als animals, l'avortament, l'eutanàsia, la pobresa i la distribució d'ingressos.
El mateix any de la publicació d'Animal Liberation va tornar a Melbourne, la seva ciutat natal, on va ensenyar més de dues dècades a la Universitat de La Trobe (1975-76) i Monash (1977-99). El 1999 va tornar als Estats Units per treballar com a professor de bioètica a la Universitat de Princeton. Des del 2005 ha compartit aquesta tasca amb la de professor a la Universitat de Melbourne.

## Pensament
Basant-se en una argumentació utilitarista, defèn l'avortament induït, matar nounats que presenten discapacitats severes i que els animals no humans no haurien de tenir drets bàsics diferents dels dels humans.

## Publicacions
- Democracy and Disobedience, Clarendon Press, Oxford, 1973; Oxford University Press, New York, 1974; Gregg Revivals, Aldershot, Hampshire, 1994
- Animal Liberation: A New Ethics for our Treatment of Animals, New York Review/Random House, New York, 1975; Cape, London, 1976; Avon, New York, 1977; Paladin, London, 1977; Thorsons, London, 1983. Harper Perennial Modern Classics, New York, 2009.
- Animal Rights and Human Obligations: An Anthology (co-editor with Thomas Regan), Prentice-Hall, New Jersey, 1976. 2nd revised edition, Prentice-Hall, New Jersey, 1989
- Practical Ethics, Cambridge University Press, Cambridge, 1979; second edition, 1993. ISBN 0-521-22920-0 ISBN 0521297206
- Marx, Oxford University Press, Oxford, 1980; Hill & Wang, New York, 1980; reissued as Marx: A Very Short Introduction, Oxford University Press, 2000; also included in full in K. Thomas (ed.), Great Political Thinkers: Machiavelli, Hobbes, Mill and Marx, Oxford University Press, Oxford, 1992
- Animal Factories (co-author with James Mason), Crown, New York, 1980
- The Expanding Circle: Ethics and Sociobiology, Farrar, Straus and Giroux, New York, 1981; Oxford University Press, Oxford, 1981; New American Library, New York, 1982. ISBN 0-19-283038-4
- Hegel, Oxford University Press, Oxford i Nova York, 1982; reissued as Hegel: A Very Short Introduction, Oxford University Press, 2001; also included in full in German Philosophers: Kant, Hegel, Schopenhauer, Nietzsche, Oxford University Press, Oxford, 1997
- Test-Tube Babies: a guide to moral questions, present techniques, and future possibilities (co-edited with William Walters), Oxford University Press, Melbourne, 1982
- The Reproduction Revolution: New Ways of Making Babies (co-author with Deane Wells), Oxford University Press, Oxford, 1984. revised American edition, Making Babies, Scribner's New York, 1985
- Should the Baby Live? The Problem of Handicapped Infants (co-author with Helga Kuhse), Oxford University Press, Oxford, 1985; Oxford University Press, New York, 1986; Gregg Revivals, Aldershot, Hampshire, 1994. ISBN 0-19-217745-1
- In Defence of Animals (ed.), Blackwells, Oxford, 1985; Harper & Row, New York, 1986. ISBN 0-631-13897-8
- Ethical and Legal Issues in Guardianship Options for Intellectually Disadvantaged People (co-author with Terry Carney), Human Rights Commission Monograph Series, no. 2, Australian Government Publishing Service, Canberra, 1986
- Applied Ethics (ed.), Oxford University Press, Oxford, 1986
- Animal Liberation: A Graphic Guide (co-author with Lori Gruen), Camden Press, London, 1987
- Embryo Experimentation (co-editor with Helga Kuhse, Stephen Buckle, Karen Dawson and Pascal Kasimba), Cambridge University Press, Cambridge, 1990; paperback edition, updated, 1993
- A Companion to Ethics (ed.), Basil Blackwell, Oxford, 1991; paperback edition, 1993
- Save the Animals! (Australian edition, co-author with Barbara Dover and Ingrid Newkirk), Collins Angus & Robertson, North Ryde, NSW, 1991
- The Great Ape Project: Equality Beyond Humanity (co-editor with Paola Cavalieri), Fourth Estate, London, 1993; hardback, St Martin's Press, New York, 1994; paperback, St Martin's Press, New York, 1995
- How Are We to Live? Ethics in an Age of Self-interest, Text Publishing, Melbourne, 1993; Mandarin, London, 1995; Prometheus, Buffalo, NY, 1995; Oxford University Press, Oxford, 1997
- Ethics (ed.), Oxford University Press, Oxford, 1994
- Individuals, Humans and Persons: Questions of Life and Death (co-author with Helga Kuhse), Academia Verlag, Sankt Augustin, Germany, 1994.
- Rethinking Life and Death: The Collapse of Our Traditional Ethics, Text Publishing, Melbourne, 1994; St Martin's Press, New York, 1995; reprint 2008. ISBN 0-312-11880-5 Oxford University Press, Oxford, 1995
- The Greens (co-author with Bob Brown), Text Publishing, Melbourne, 1996
- The Allocation of Health Care Resources: An Ethical Evaluation of the "QALY" Approach (co-author with John McKie, Jeff Richardson and Helga Kuhse), Ashgate/Dartmouth, Aldershot, 1998
- A Companion to Bioethics (co-editor with Helga Kuhse), Blackwell, Oxford, 1998
- Ethics into Action: Henry Spira and the Animal Rights Movement, Rowman and Littlefield, Lanham, Maryland, 1998; Melbourne University Press, Melbourne, 1999
- Bioethics. An Anthology (co-editor with Helga Kuhse), Blackwell, 1999/ Oxford, 2006
- A Darwinian Left, Weidenfeld and Nicolson, London, 1999; Yale University Press, New Haven, 2000. ISBN 0-300-08323-8
- Writings on an Ethical Life, Ecco, New York, 2000; Fourth Estate, London, 2001. ISBN 0-06-019838-9
- Unsanctifying Human Life: Essays on Ethics (edited by Helga Kuhse), Blackwell, Oxford, 2001
- One World: The Ethics of Globalization, Yale University Press, New Haven, 2002; Text Publishing, Melbourne, 2002; 2nd edition, pb, Yale University Press, 2004; Oxford Longman, Hyderabad, 2004. ISBN 0-300-09686-0
- Pushing Time Away: My Grandfather and the Tragedy of Jewish Vienna, Ecco Press, New York, 2003; HarperCollins Australia, Melbourne, 2003; Granta, London, 2004
- The President of Good and Evil: The Ethics of George W. Bush, Dutton, New York, 2004; Granta, London, 2004; Text, Melbourne, 2004. ISBN 0-525-94813-9
- How Ethical is Australia? An Examination of Australia's Record as a Global Citizen (with Tom Gregg), Black Inc, Melbourne, 2004
- The Moral of the Story: An Anthology of Ethics Through Literature (co-edited with Renata Singer), Blackwell, Oxford, 2005
- In Defense of Animals. The Second Wave (ed.), Blackwell, Oxford, 2005
- The Way We Eat: Why Our Food Choices Matter, Rodale, New York, 2006 (co-author with Jim Mason); Text, Melbourne; Random House, London. Auudio version: Playaway. ISBN 1-57954-889-X
- Eating (co-authored with Jim Mason), Arrow, London, 2006
- What Should a Billionaire Give — and What Should You, The New York Times, 2006
- Stem Cell Research: the ethical issues. (co-edited by Lori Gruen, Laura Grabel, and Peter Singer. New York: Blackwells. 2007.
- The Bioethics Reader: Editors' Choice. (co-editor with Ruth Chadwick, Helga Kuhse, Willem Landman and Udo Schüklenk). New York: Blackwells. 2007.
- The Future of Animal Farming: Renewing the Ancient Contract (with Marian Stamp Dawkins, and Roland Bonney) 2008. Nova York: Wiley-Blackwell.
- The Life You Can Save: Acting Now to End World Poverty. New York: Random House 2009

### Traduccions al català
- Singer, Peter (2004). El president del bé i el mal. L'ètica de George W. Bush. Pagès editors. Tr. Imma Estany.
- — (2007). Com mengem. La importància ètica de les nostres decisions alimentàries (amb Jim Manson). Pagès editoris. Tr. Jordi Vidal Tubau.
- — (2018). "La solució de Singer a la pobresa mundial". Filosofia, ara! Revista per a pensar, 4(2018)1, p. 34-37. Tr. Ignasi Llobera i Trias.
- — (2020). "A favor del veganisme". Filosofia, ara! Revista per a pensar, 6(2020)1-1, p. 21-24. Tr. Ignasi Llobera i Trias.